# Actinopus pampa
Espèce
Actinopus pampa est une espèce d'araignées mygalomorphes de la famille des Actinopodidae.

## Distribution
Cette espèce est endémique de la province de La Pampa en Argentine,.

## Description
Le mâle holotype mesure 17,76 mm et la femelle paratype 15,60 mm.

## Étymologie
Son nom d'espèce lui a été donné en référence au lieu de sa découverte, la province de La Pampa.

## Publication originale
- Ríos-Tamayo & Goloboff, 2018 : Taxonomic revision and morphology of the trapdoor spider genus Actinopus (Mygalomorphae: Actinopodidae) in Argentina. Bulletin of the American Museum of Natural History, no 419, p. 1-83 (texte intégral).